# Circa:
Circa (reso graficamente come CIRCA:) è un supergruppo di rock progressivo fondato da quattro musicisti associati con gli Yes: il batterista Alan White, all'epoca membro della band e successivamente deceduto, gli ex-membri Tony Kaye (Hammond, tastiere) e Billy Sherwood (basso (il quale poi tornerà negli Yes in sostituzione del defunto Chris Squire), voce) e il chitarrista Jimmy Haun, che ha suonato sull'album Union.

## Storia del gruppo

### Le origini
Jimmy Haun e Michael Sherwood, il fratello maggiore di Billy, amici d'infanzia, danno vita alla band Lodgic, alla quale Billy aderisce nel 1981. Quando i Lodgic si sciolgono, nel 1986, Sherwood fonda dapprima un nuovo gruppo con Guy Allison, i World Trade, e qualche anno dopo viene presentato al bassista degli Yes, Chris Squire, e agli altri membri del gruppo, compresi Kaye e White. Sherwood inizia a lavorare con la band sul materiale destinato al loro album successivo, mentre sia Jimmy che Michael suonano come turnisti su un album di un gruppo rivale degli Yes, Anderson Bruford Wakeman Howe. In seguito alla riconciliazione tra i due gruppi, il materiale sviluppato da entrambi i progetti viene messo insieme per l'album Union del 1991, che vede in tal modo Billy Sherwood suonare nel brano The More We Live-Let Go e Haun e M. Sherwood nelle altre tracce. Squire e Sherwood avevano scritto parecchio materiale non utilizzato su Union; successivamente, lo suonano nel 1992 durante un breve tour dove si esibiscono col nome di The Chris Squire Experiment, con una formazione comprendente White e Haun (in seguito The Chris Squire Experiment sarebbe divenuta Conspiracy).
Billy Sherwood continua a collaborare in modo discontinuo con gli Yes negli anni successivi, accompagnando la formazione dal vivo per il Talk Tour del 1994, con Jon Anderson, Trevor Rabin, Chris Squire, Alan White e Tony Kaye. Dopo ciò, nel 1995, Sherwood e Rabin scrivono insieme del materiale, e due brani dell'album Circa 2007 sono basati su di esso.
Alla fine Billy Sherwood si riunisce agli Yes per alcuni anni, prima di andarsene nuovamente. A metà degli anni 2000, organizza prima due album tributo per i Pink Floyd, Back Against The Wall e Return To The Dark Side Of The Moon, e in seguito ulteriori progetti che vedono la presenza come ospiti di una serie di membri precedenti ed attuali degli Yes, tra cui Kaye, White, Geoff Downes, Peter Banks, Bill Bruford, Steve Howe e Rick Wakeman. Al termine del secondo di questi progetti, Sherwood suggerisce a Kaye di organizzare un progetto insieme a membri precedenti ed attuali degli Yes. Vari nomi vengono proposti, e vari musicisti vengono contattati, tra cui White e Banks. Tuttavia, quando nel 2006 il progetto prende corpo, Sherwood e Kaye decidono di cambiare rotta e di concentrarsi nella creazione di un gruppo unitario. Ingaggiano Alan White alla batteria e Jimmy Haun alla chitarra e registrano il loro album di debutto, che viene annunciato ufficialmente nel marzo 2007.

### Il primo album e il primo tour
L'album Circa 2007, pubblicato il 30 luglio 2007, è autoprodotto e comprende nove tracce, di cui due basate su materiale scritto nel 1995 da Billy Sherwood insieme a Trevor Rabin, con apparizioni di Michael Sherwood e Cole Coleman. Un EP disponibile solo in download digitale e composto da due tracce è stato in precedenza disponibile per un breve periodo negli Stati Uniti. Lo spettacolo di debutto della band dal vivo ha luogo il 23 agosto 2007 a San Juan Capistrano, in California. Un DVD di questo spettacolo viene pubblicato col titolo Circa Live nel febbraio 2008. All'inizio del 2008 vengono organizzate alcune date nordamericane insieme a Jay Schellen, un precedente collaboratore di Sherwood e Kaye, che sostituisce White in uno degli spettacoli.

### Il secondo album e Yoso
Nel luglio 2008, Jay Schellen sostituisce in via definitiva Alan White, che sceglie di concentrarsi nel suo lavoro con gli Yes. La nuova formazione registra un album nella seconda metà del 2008, Circa HQ, reso successivamente disponibile presso il loro sito web, e pubblicato il 14 gennaio 2009. Un breve tour italiano, It Can Happen Tour 2009, con il cantante Bobby Kimball, ex componente dei Toto, comprendente brani musicali di Circa:, Yes e Toto viene annunciato per febbraio 2009, ma a pochi giorni dalla sua partenza viene annullato "per motivi organizzativi". Il gruppo pubblica a maggio Circa: Overflow, contenente brani inediti e disponibile solo su iTunes Store.
In seguito Kimball e i Circa: si uniscono dando vita a un nuovo gruppo, Yoso, che a giugno del 2010 ha pubblicato l'album Elements. Sherwood ha comunque specificato che Circa: continuerà ad esistere anche come gruppo autonomo.

## Discografia
Album in studio
- 2007 - Circa 2007
- 2009 - Circa: HQ
- 2011 - And So On

## Formazione

### Attuale
- Billy Sherwood - voce (2006-presente)
- Tony Kaye - tastiera
- Rick Tierney - basso
- Scott Connor - batteria (2011-presente)